# Dendropsophus delarivai
Dendropsophus delarivai är en groddjursart som först beskrevs av Köhler och Stefan Lötters 200.  Dendropsophus delarivai ingår i släktet Dendropsophus och familjen lövgrodor. IUCN kategoriserar arten globalt som livskraftig. Inga underarter finns listade i Catalogue of Life.